# صرب‌های مونته‌نگرو
صرب‌های مونته‌نگرو (صربی: Срби у Црној Гори / Srbi u Crnoj Gori) یا صرب‌های مونته‌نگرویی (صربی: Црногорcки Cрби / Crnogorski Srbi) دومین گروه قومیتی از لحاظ جمعیت  در مونته‌نگرو (۲۸٬۷٪ جمعیت) پس از مونته‌نگرویی‌ها هستند. صرب‌ها مردمان بومی مونته‌نگروی قدیم، هرگزوین قدیم، بردا، راشکا، خلیج کوتور و زتا هستند.

## تاریخچه
در طول مهاجرت اسلاوها در سده‌های ۶ و ۷ میلادی، منطقه مونته‌نگروی امروزی توسط صرب‌ها اسکان شده بود که در آن شاهزاده‌نشین‌های گوناگونی تشکیل دادند. در بخش‌های جنوبی مونته‌نگرو، شاهزاده‌نشین دوکلیا و در غرب آن شاهزاده‌نشین تراوونیا حکومت می‌کردند. بخش‌های شمالی مونته‌نگرو متعلق به شاهزاده‌نشین صربستان بود. به تمامی این موجودیت‌های سیاسی در آثار تاریخی امپراتور بیزانس، کنستانتین هفتم (۹۴۴-۹۵۹) اشاره شده‌است.
در سال ۱۰۱۸، تمامی شاهزاده‌نشین‌های صربی تحت حکومت امپراتوری بیزانس قرار گرفتند. در سال‌اهای ۱۰۳۴-۱۰۴۲ دوکلیا و تراوونیا از امپراتوری بیزانس جدا شدند.